# Гольдберг-варіації
Гольдберг-варіації (нім. Die Goldberg-Variationen), BWV 988 — 30 варіацій для клавесина Й. С. Баха. Вперше опубліковано в 1741 році як четверта частина серії, названої композитором «Вправи для клавіру» («Clavier-Übung»).

## Історія створення
Вважається, що варіації були написані на замовлення російського посланника в Саксонії Германа Карла фон Кейзерлінга, що взяв під опіку Баху, і отримали свою назву за іменем піаніста Кейзерлінга, юного віртуоза Йоганна Готліба Гольдберга, який виконував їх для замовника; версію про те, що варіації написано для нічного музикування в спальні дипломата, який потерпав через безсоння, вперше виклав 1802 року в першій біографії Баха Йоганн Ніколаус Форкель. Попри те, що документального підтвердження ця версія не має, в музикознавстві заведено вважати встановленим, що юний Гольдберг в кінці 1730-х років навчався у Й. С. Баха (про це говорить подібність ранніх кантат Гольдберга з композиціями Баха), а потім у його старшого сина Вільгельма Фрідемана.
Цикл являє собою 30 варіацій, яким передує арія. Арія написана у тричастковому метрі й в жанровому відношенні нагадує сарабанду. Лінія баса (basso ostinato) аналогічна лінії баса в Чаконі Генделя HWV 442, виданій 8 роками раніше.